# McDermitt
McDermitt is een plaats (census-designated place) in de Amerikaanse staat Nevada, en valt bestuurlijk gezien onder Humboldt County.

## Demografie
Bij de volkstelling in 2000 werd het aantal inwoners vastgesteld op 269.

## Geografie
Volgens het United States Census Bureau beslaat de plaats een oppervlakte van 34,1 km², geheel bestaande uit land. McDermitt ligt op ongeveer 1351 m boven zeeniveau.

## Plaatsen in de nabije omgeving
De onderstaande figuur toont nabijgelegen plaatsen in een straal van 124 km rond McDermitt.